# HY-100
HY-100 (High Yield 100) – rodzaj stali o granicy sprężystości na poziomie 100 000 psi (690 MPa; 70 kg/mm2).